# Reinhold Friedrich von Sahme
Reinhold Friedrich Sahme, ab 1739 von Sahme (* 21. April 1682 in Königsberg (Preußen); † 16. April 1753 ebenda) war ein deutscher Jurist.

## Leben
Der Sohn des Gerichtsassessors in Altstadt (Königsberg) Heinrich Sahme (* 21. November 1636; † 14. Januar 1700) und dessen Frau Anna Lucia (* 1. April 1656; † 1738), Tochter des Arnold Bredelo, hatte seine erste Ausbildung von einem Hauslehrer erhalten. Mit neun Jahren bezog er die Altstädter Schule, wo er sich das Wissen und die Qualifikation erwarb, eine Hochschule besuchen zu können. 1698 bezog er die Albertus-Universität Königsberg, wobei sich sein Bruder, der spätere Archidiakon von Löbenicht Arnold Heinrich Sahme (* 11. Juni 1676; † 1734), sich um seine philosophische Grundausbildung kümmerte. Zudem hatte er die Vorlesungen von Johann Gottsched (1668–1704) in Physik besucht und bei Georg Thegen in Politik. Er entschloss sich ein Studium der Rechtswissenschaften zu absolvieren. Hierzu besuchte er die Vorlesungen zum natürlichen Recht sowie den Institutionen von Zacharias Hesse (1670–1730) und weitere juristische Kurse bei Peter Schwenner (1672–1707).
Aber auch die Vorlesungen der anderen Lehrer an der juristischen Fakultät wie Johann Christoph Boltz, Theodor Pauli und Johann Stein hatte er besucht, so dass er alle Bestandteile der damaligen juristischen Wissenschaften, wie dem bürgerlichen, dem kanonischen, dem öffentlichen und dem Lehnrecht, kennenlernte. Nachdem er sein Können in einigen Disputationen unter Beweis gestellt hatte, wurde er 1705 von der juristischen Fakultät unter die Kandidaten des Rechts aufgenommen. Danach erhielt er bei Königsberger Tribunalrat Johann Philipp von Lau (um 1660 bis 13. Januar 1727) eine Hauslehrerstelle und konnte sich in dessen Haus in seinem juristischen Wissen weiterbilden. Im Juli 1706 fasste er den Entschluss, andere Universitäten zu besuchen.
Über Lübeck und Hamburg reiste er an die Christian-Albrechts-Universität Kiel. Hier hielt er eine Zeit lang als Privatdozent Unterricht. 1707 zog er nach Gießen, um der Gründungsfeier der Universität Gießen beizuwohnen. Dabei beschloss er, dort am 7. September 1707 seine Inauguraldissertation abzuhalten. Am 19. September 1707 wurde er zum Lizentiaten der Rechte ernannt und er erwarb am 19. Oktober 1707 den Doktorgrad. Nach weiteren Reisen über Wetzlar, Köln, Nimwegen, Rotterdam und Amsterdam frequentierte er die holländische Universität Utrecht und die Universität Leiden, wo er die Vorlesungen von Campegius Vitringa der Ältere, Cornelis van Eck und Johann Friedrich Gronovius besuchte. Nach einer weiteren Tour über Norden, Deventer, Osnabrück, Minden und Hamburg kehrte er nach Kiel zurück, wo er eine Beisitzerstelle an der juristischen Fakultät erhielt.
Die auftretenden Kriegsunruhen im Herzogtum Holstein nötigten ihn, sich von dort weg zu begeben. Über Hamburg, Bremen, Braunschweig, Wolfenbüttel reiste er an die Universität Helmstedt. Von dort zog er über Magdeburg reisend an die Universität Halle, wo er Samuel Stryk, Christian Thomasius, Nikolaus Hieronymus Gundling und Johann Peter von Ludewig kennenlernte. Auch an der Universität Jena, an der Universität Leipzig und an der Universität Wittenberg hatte er sich mit den damaligen Berühmtheiten vertraut gemacht. Im Juli 1709 traf er in Berlin ein. Da er dem preußischen König seine Inauguraldissertation gewidmet hatte, entschloss sich dieser, ihn zum außerordentlichen Professor der Rechte an der Universität Königsberg zu ernennen und bestätigte ihm diese Ernennung.
Die Große Pest zwang ihn jedoch außerhalb Königsbergs zu verweilen, so dass er erst im Frühjahr 1710 seine Stelle antreten konnte. 1715 wurde er zum Konsistorialrat des samländischen Konsistoriums ernannt, 1723 zum Beisitzer des Hofhalsgerichts und 1726 zum vierten ordentlichen Professor. 1730 rückte er zum dritten ordentlichen Professor der Rechte an der Königsberger Hochschule auf. 1733 übernahm er die zweite ordentliche Professur, wurde 1734 zum Tribunalsrat ernannt und war 1736 erster Professor der juristischen Fakultät an der Universität Königsberg. Für seine umfangreichen Dienste seines preußischen Vaterlands wurde er am 11. August 1739 von Friedrich Wilhelm I. von Preußen geadelt. Zudem hatte er sich auch an den organisatorischen Aufgaben der Königsberger Hochschule beteiligt und war in den Sommersemestern 1735, 1739, 1743 sowie 1747 Rektor der Alma Mater. Zugleich wurde er 1744 Kanzler und Kurator der Universität.
1745 wurde er Offizial und Präsident des Pomesanischen Konsistoriums. 1751 verließ er die Universität und nahm eine Stelle an dem neu eingerichteten perpetuierlichen Tribunal- und Pupillenkollegium an. Sein Hauptwerk ist die Gründliche Einleitung zur Preussischen Rechtsgelahrtheit, worinnen das Landrecht des Königreichs Preußen, durch deutliche Lehr-Sätze in einem richtigen Zusammenhang vorgestellt und erläutert wird etc. (Königsberg 1741). Das Werk hat heute nur noch kulturhistorische Bedeutung.

## Familie
Am 18. Oktober 1712 hatte er Anna Maria geb Hintz († 1751), die Tochter des Lehnregistrators Abraham Hintz, geheiratet. Aus der Ehe stammen neun Söhne und vier Töchter. Von den Kindern kennt man
- Reinhold Friedrich Sahme (lebt 1715, 1718 tot)
- Abraham Sahme († 1718)
- Heinrich Christoph Sahme (* nach 1718; † 174? In Großglogau) Leutnant im Regiment Moulin
- Sohn NN. Sahme († jung)
- Sohn NN. Sahme († jung)
- Sohn NN. Sahme († jung)
- Maria Charlotte Sahme verh. Februar 1739 mit dem Professor und Kriminalrat in Königsberg Georg Theodor Schienemann (25. Januar 1718–1789)
- Eleonora Luise Sahme (* 1724) verh. 28. Februar 1754 mit dem Lizentrat Johann Samuel Lilienthal
- Katharina Dorothea Sahme († 29. Juli 1797) unverm.
- Christian Friedrich Sahme (* 8. November 1733; † 16. April 1800) Hofgerichtsrat, dann Tribunalsrat in Königsberg, Erbherr auf Groß und Klein Drosten

## Werke
Sahme hatte eine Vielzahl von Fachaufsätzen in den Journalen seiner Zeit hinterlassen. Daneben erschienen folgende Werke im Druck:
- Diss. (Praes. Petro Schwenner) de matrimonio Senum ; von alter Leute Heyrathen. Königsberg 1703
- Diss. inaug. de iure numeri septenarii; vom Recht der siebenten Zahl. Gießen 1707
- Diss. de deposito rerum immobilium; von Anvertrauung unbeweglicher Güter. Kiel 1708
- Diss. de femina tutrice, ad Auth. matri et aviae C. quando mul. tutel. offic. fung. pot. junct. Nov. 118. c. 5. Kiel 1709
- Diss. I et II de sepulturae denegatione; von Verfügung des Begrabnisses. Königsberg 1710
- Diss. de praesumtione mortis; von Vermuthung des Todtes. Königsberg 1713, Wittenberg 1733
- Diss. de iuramento Simoniae, a Candidatis S. Ministerii in Censistoriis Regni Prussiae praestando. Königsberg 1719
- Diss. de matrimonio legitimo absque benedictione sacerdotali; von rechtmässiger Ehe, ohne priesterliche Einsegnung. Königsberg 1720, Halle 1744, Deutsch in dessen kleinen Teutschen Schriften Nr. 13. S. 222–260.
- Diss. de iudicio militum statorio, vom Standrecht, it. Standgericht. Königsberg 1727
- Diss. de iuribus vidui .nobilis in regno Prussiae; vom Recht eines adelichen. Wittwers im Königreich Preußen. Königsberg 1729
- Progr. de vera пес fucata iuris legumque peritia earum studioso perquam necessaria. Königsberg 1730
- Diss. de Curatore mulieris Prutenico; vom Kriegischen (?) Vormund des Preussischen Frauenzimmers. Königsberg 1731
- Progr. wodurch er feine öffentlichen Vorlesungen über das konigl. Preussische Wechselrecht eröffnet. Königsberg 1731. 4.; und in dessen kleinen Teut. Schriften Nr. 2. S. 30–42
- Progr. wodurch er seine öffentl. Vorlesungen über das Preussische Landrecht, wie auch ein Collegium privatissimum practicum über alle Materien des Preussischen Landrechts eröffnet, Königsberg 1733 und in dessen kleinen Teut. Schriften Nr. 4. S. 30–42
- Progr. in quo ad habenda specimina publica et dissertationes academicas excitat et invitat. Königsberg 1736
- Progr. wodurch er seine öffentl. Vorles. über das Staatsrecht des heil. Römischen Reichs Teutscher Nation eröffnet. Königsberg 1737 und in dessen kleinen Teut. Schriften Nr. 6. S. 62–76.
- Progr. de venatione, tempore foeturae ferarum prohibita; von verbottener Jagd zur Setz- und Bruth- oder Hegi und Schon-Zeit. Königsberg 1737
- Diss. de locatione iurisdictionis; von Verpachtung der Gerichtsbarkeit. Königsberg 1737
- Diss. de jure viduae Prutenicae; Vom Recht der Preußischen Wittiben (Witwen). Königsberg 1738
- Progr. wodurch er seine Vorlesungen über das Seerecht eröffnet. Königsberg 1738 und in dessen kleinen Teut. Schriften Nr. 8- S. 101–117
- Diss. de insigni legum Romanorum usu practico in foris Germaniae, illustri b. m. Thomasio praecipue opposia. Königsberg 1741
- Diss. de Statutis Civitatis Regiomontanae; von der Willkühr der Stadt Königsberg. Königsberg 1741
- Diss. Observationes et controversiae quaedam de iuribus singularibus, seu privilegiis. Königsberg 1741
- Progr. wodurch er seine öffentl. Vorles. über das geistliche Recht eröffnet. Königsberg 1741 und in dessen klein. Teut. Schrift. Nr. 10. S. 171–184.
- Gründliche Einleitung zur Preussischen Rechtsgelahrheit; worinn das Landrecht des Königreichs Preussen durch deutliche Lehrsätze in einem richtigen Zusammenhange vorgestellet, und erläutert wird, in vier Bücher eingetheilt; nebst einem Anhange einiger königlichen Constitutionen in Justitzsachen, die nach dem Jahr 1721 emaniret sind. Königsberg 1742
- Progr. wodurch er seine Vorlesungen über seine Einleitung zur Preussischen Rechtsgelahrheit eröffnet. Königsberg 1742 und in den klein. Teut. Schr. Nr. 12. S. 208–221
- Progr. wodurch er seine öffentl. Vorles. über die besondere Wissenschaften und Rechte, so zur Einrichtung und Erhaltung eines Staats nöthig find, eröffnet. Königsberg 1742 und in den klein. Teut. Schriften Nr. 14. S. 261–270
- Diss. de iuribus sceptrorum. Königsberg 1743
- Diss. de privilegiis et immunitatibus Academiae Regioinontanae. Königsberg 1744
- Diss. de relegatione, eaque in terris Prusso – Brandenburggicis abrogata. Königsberg 1745
- Kleine Teutsche Schriften, in einer Sammlung ans Licht gestellet. Königsberg 1744